# 生意人报
《生意人报》（IPA：[kəmʲɪrˈsant]，缩写 Ъ），是俄罗斯全国性日报。它由私人拥有，以俄文出版，内容多偏向经济与时政新闻。

## 历史
《生意人报》最早可以追溯到创刊于1909年的同名报纸。
1917年俄国革命爆发，布尔什维克建立了苏维埃俄国，并实施了严格的审查制度，这份报纸被迫停刊。
1989年末，随着东欧剧变与新闻自由的兴起，记者弗拉基米尔·雅科夫列夫在莫斯科重新创立了《生意人报》。报纸标题重新采用了在1918年俄语正写法改革中被删除的词尾不发音字母。
1990年1月至1992年9月，《生意人报》为周报，每周出版一次。1997年，商业大亨鲍里斯·别列佐夫斯基收购了该报社，及其旗下的诸多报刊。
2006年2月，别列佐夫斯基将报纸转售给格鲁吉亚富商巴德里·帕塔尔卡齐什维利。2006年8月，报纸被再度转售给俄罗斯富商阿利舍尔·乌斯曼诺夫。
自2008年12月9日起，该报的网站不再开设英文版。
自2009年2月起，《生意人报》（俄文）开始在英国发行，根据5月特恩斯市场研究公司对全俄出版物摘引率的综述，《生意人报》已经与《俄罗斯报》、《消息报》并列，成为俄罗斯新闻界政治经济新闻的主要播报源。

## 參閲
- 俄罗斯报纸列表